# Palazzo Ciccarelli di Cesavolpe

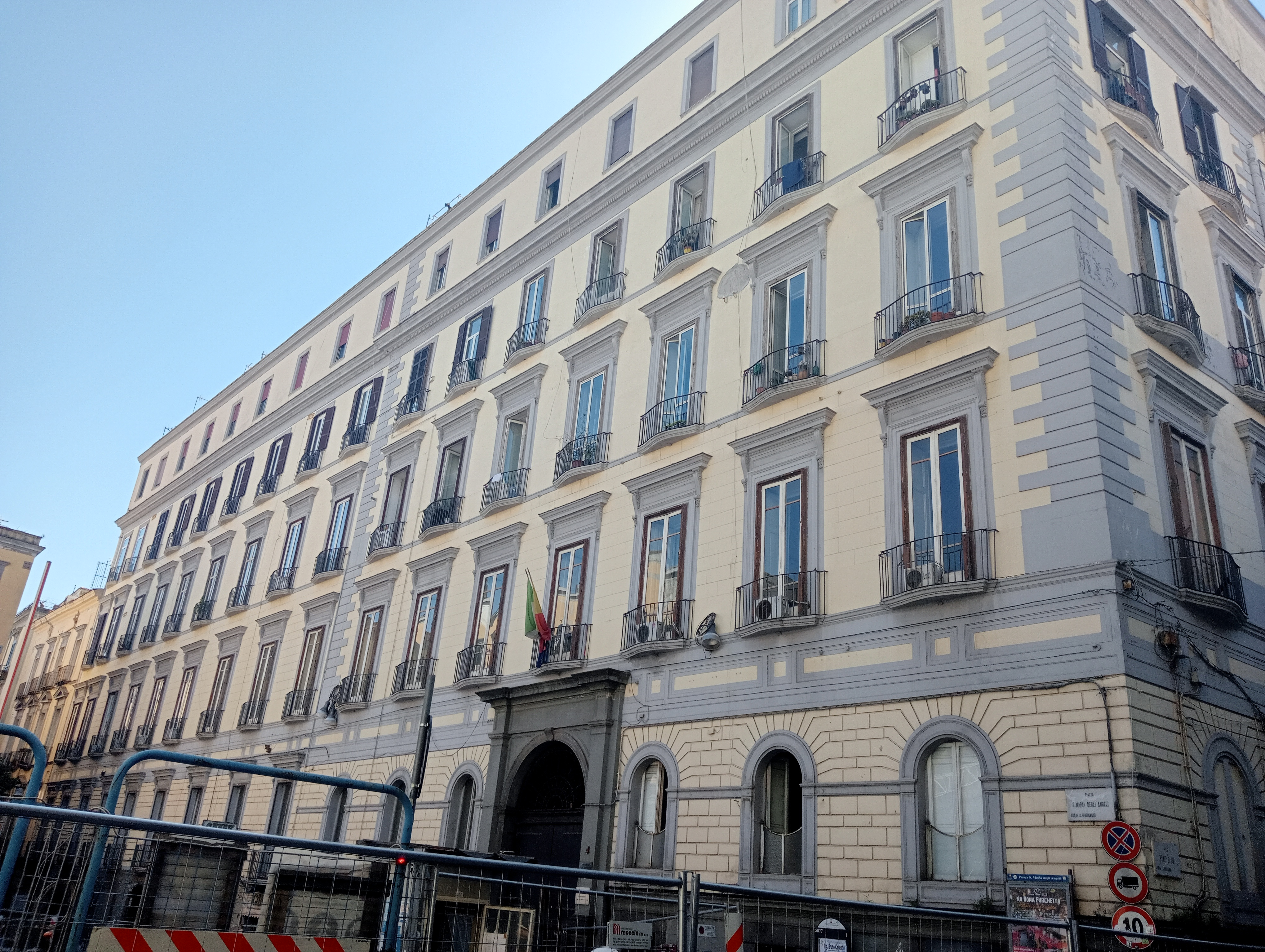
Palazzo Ciccarelli di Cesavolpe in Neapel

Der Palazzo Ciccarelli di Cesavolpe ist ein Palast aus den 1570er-Jahren im Viertel San Ferdinando von Neapel in der italienischen Region Kampanien. Er liegt an der Piazza Santa Maria degli Angeli.

## Geschichte
1575 gehörte dieser Palast zusammen mit dem angrenzenden Palast an der Via Monte di Dio den Prinzen von Melfi, Doria del Carretto; später, nach dem Tod von Zenobia del Carretto Doria, fiel er an ihren Gatten, Giovanni Andrea Doria, der ihn 1595 an die Theatiner verkaufte.
Das Eigentum an dem Anwesen fiel an Don Pietro Castellet, den Regenten der Vicaria; dieser ließ bedeutende Umbauarbeiten für die Ankunft des Kardinals Zapata durchführen, der zu Gast war, bevor er in den Palast an der heutigen Piazza Trieste e Trento umzog.
1642 gab der Luigi Castellet, der Sohn von Pietro Castellet, die beiden Immobilien an den neuen Regenten der Vicaria, Don Diego Bernardo Zufia, weiter. Nach dem Tod des letzteren wurde die Immobilie zwischen seinen beiden Töchtern, Giuseppa und Isabella, aufgeteilt.
Mitte des 19. Jahrhunderts kaufte der Markgraf von Cesavolpe, Don Francesco Ciccarelli, beide Paläste von der Familie Ruffo di Sicilia und ließ sie verschönern, wobei er mit den Arbeiten den Architekten Cesare Cardona beauftragte; dieser machte aus dem Palast eine Residenz von großem Luxus und Großartigkeit, sodass er als einer der schönsten Paläste der Stadt galt.
Am Beginn des 20. Jahrhunderts ging der Palast durch Heirat von Enrichetta Ciccarelli, Markgräfin von Cesavolpe, mit Don Nicola del Balzo, Herzog von Presenzano, in den Besitz der Familie Del Balzo über. In ebendiesem Palast wohnten Matilde Serao und Edoardo Scarfoglio, die am 28. Februar 1885 heirateten und vier Söhne hatten: Antonio, Carlo und Paolo (Zwillinge) und Michele.
Heute gibt es in dem Palast zahlreiche Privatwohnungen, aber auch den Sitz der Stadtteilverwaltung 1 von Neapel.

## Bildergalerie

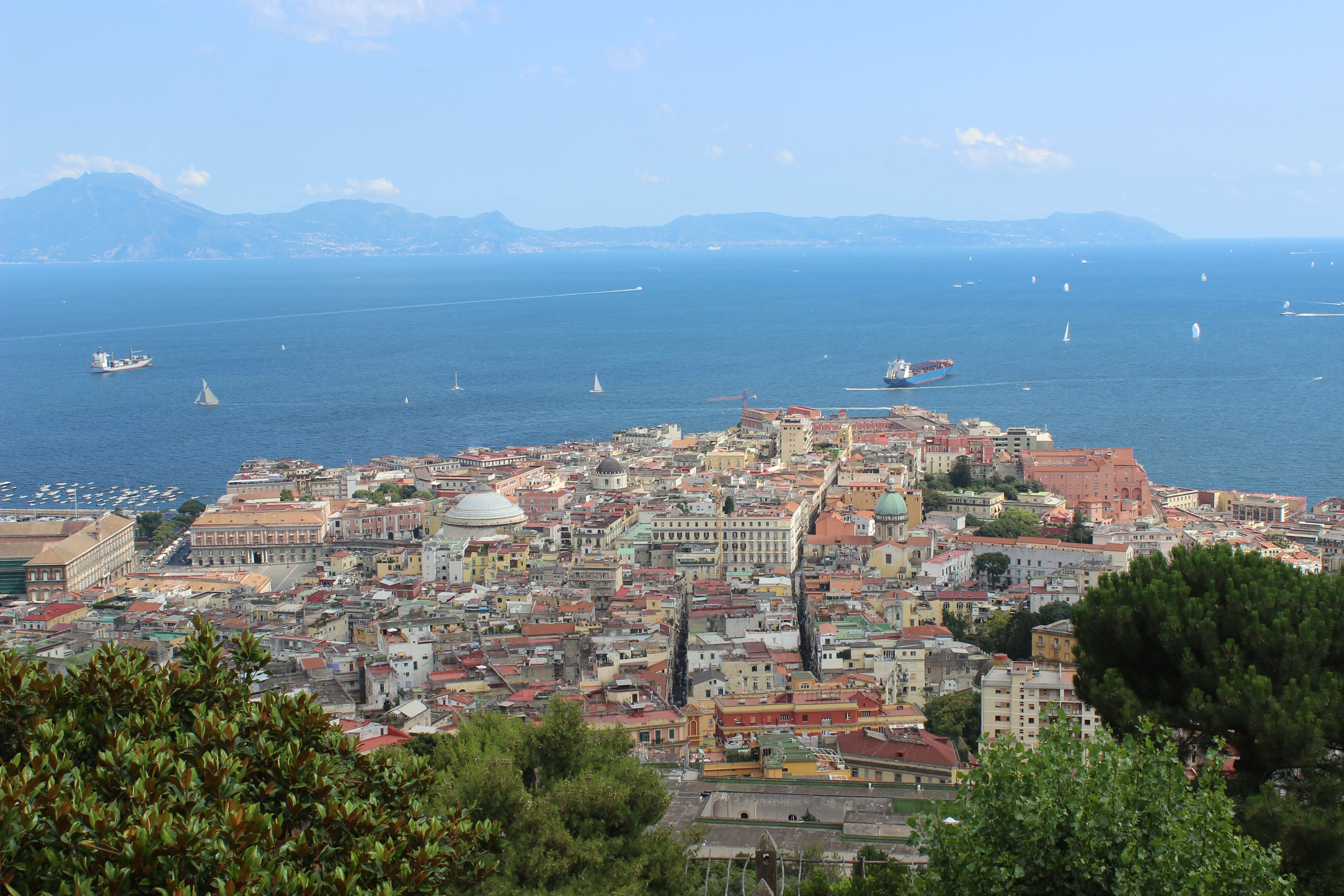
Foto des Hügels von Pizzofalcone von der Kartause San Martino aus; man kann den großen Block des Palastes anschließend an die Kirche Santa Maria degli Angeli erkennen.
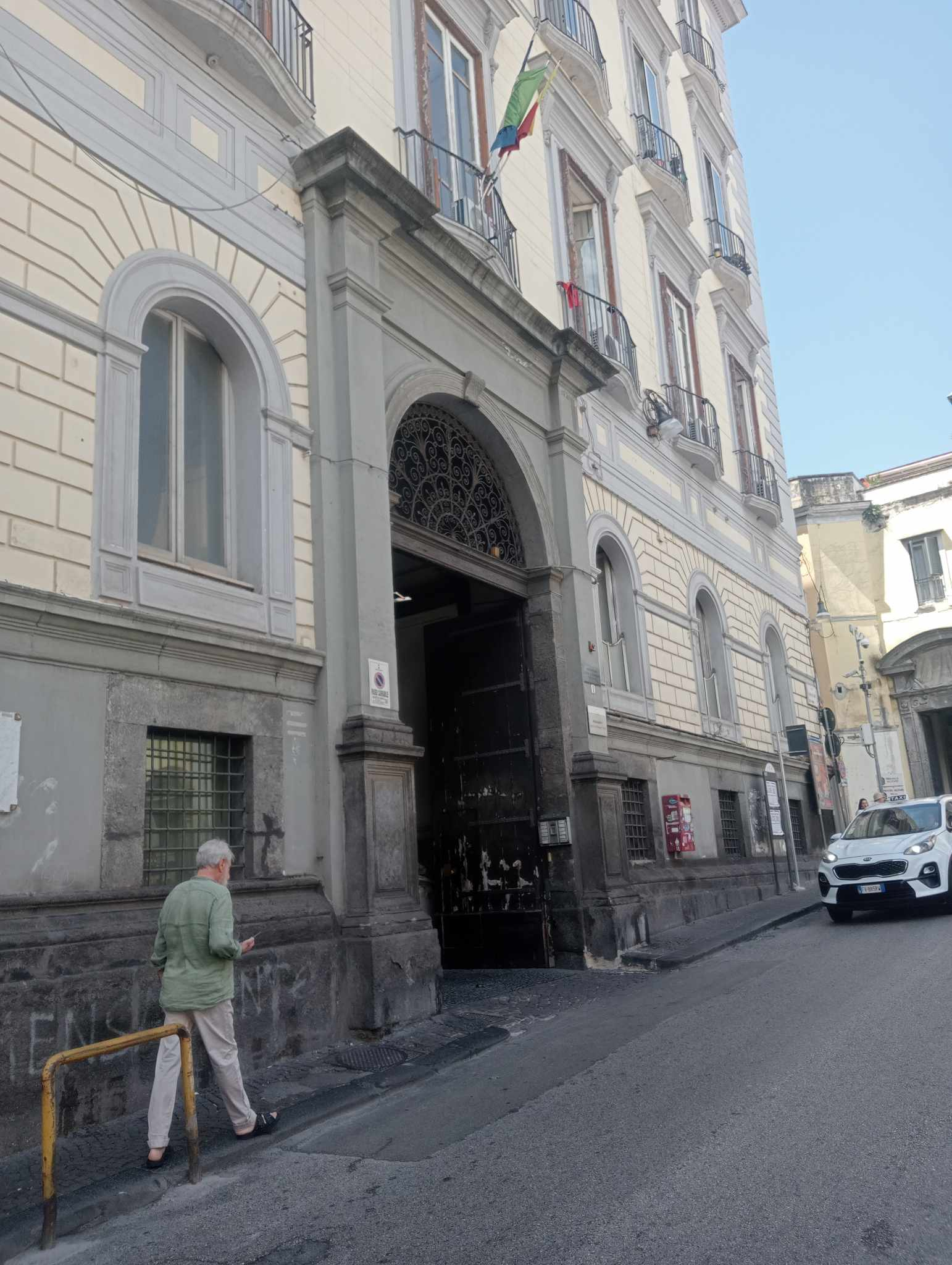
Das Eingangsportal des Palastes